# Tompa utcai verekedés

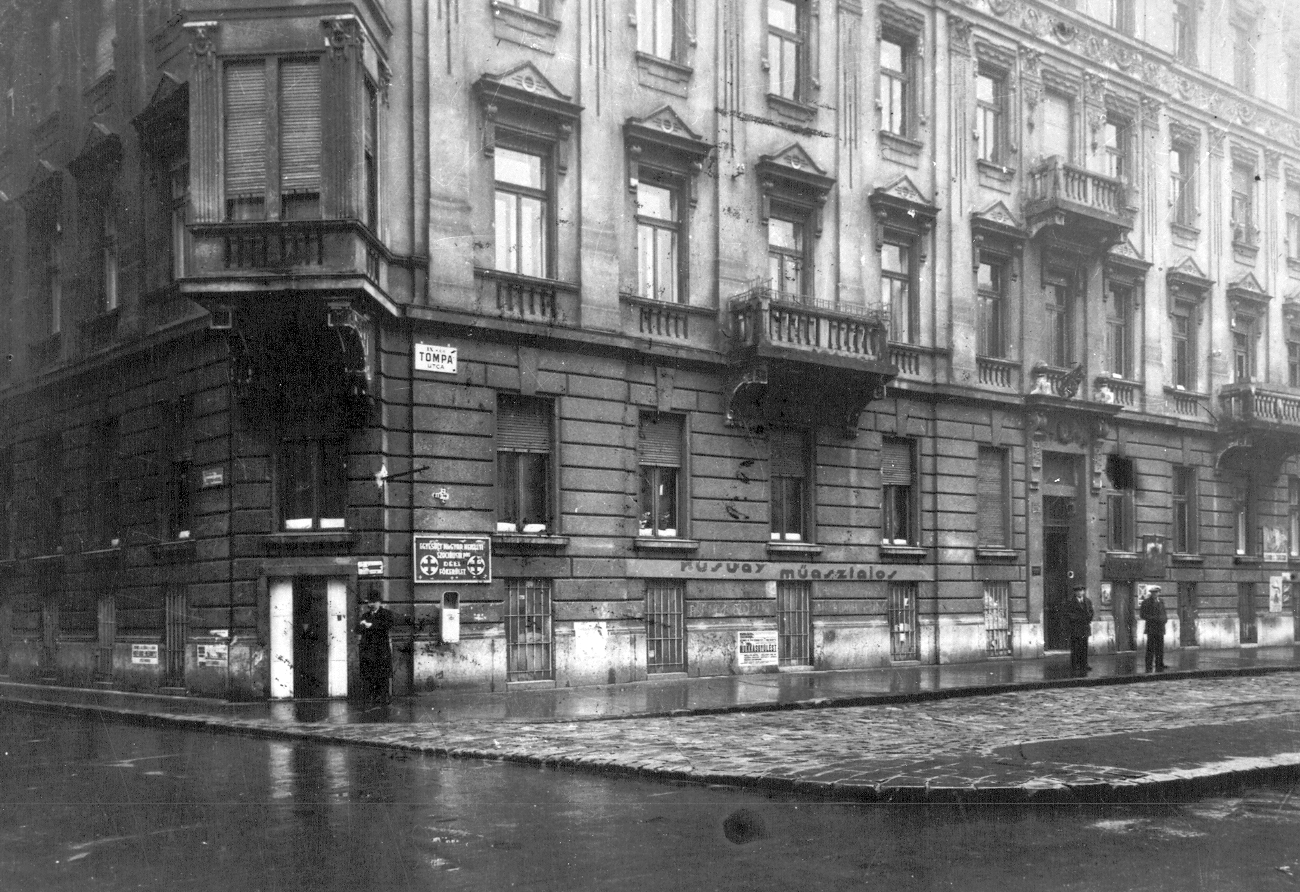
A nyilas párthelyiség a Tompa utca és Angyal utca sarkán

A Tompa utcai verekedés vagy a „Tompa utcai csata” az 1937. szeptember 16-án kitört budapesti tömegverekedés, amelynek során szociáldemokrata ifjúmunkások meglepetésszerű támadást intéztek a IX. kerületi Tompa utca 14. szám alatt gyűlésező nemzetiszocialisták (nyilasok) – pártvezetők, párttagok és érdeklődök ellen.
Egyes beszámolók szerint a tömegverekedés először szokásos antifasiszta tüntetésként indult Hitler- és náciellenes jelszavak kiabálásával („Le Hitlerrel!”, „Le a nyilasokkal!”, stb.)
A maga korában egyébként nem ritka eseményt elsősorban a résztvevők személyének elő-, illetve utóélete teszi érdekessé, emlékezetessé.
A párthelyiséget több forrás tévesen Szálasi pártjával, mozgalmával, illetve (pontos elnevezése alapján) Pálffy Fidél pártjával hozza összefüggésbe, azonban az az akkoriban ifj. Balogh István és Kémeri Nagy Imre nevével fémjelzett Egyesült Magyar Nemzeti Szocialista Párt helyisége, illetve gyűlése volt. (A párt neve teljesen azonos volt Pálffy pártjáéval. Balogh onnan vált ki és alakította meg azonos néven saját pártját.)
Az a megfogalmazás, miszerint a támadás a nyilasok ellen irányult, annyiban helytálló, hogy ifj. Balogh István Egyesült Magyar Nemzeti Szocialista Pártjának jelvénye is nyilaskereszt volt, de annyiban félrevezető, hogy először több mint egy hónap múlva, 1937. október 24-én kerültek szervezeti kapcsolatba Szálasi Ferenccel, amikor több más kisebb nemzetiszocialista párttal együtt megalakították a Magyar Nemzeti Szocialista Pártot. Sőt az új párt jelképét, a nyilaskeresztet is valójában közvetlenül a Balogh-féle párttól vette át. (Pálffy pártjából csak egy főkerület csatlakozott az új párthoz.)
A támadás során az Egyesült Magyar Nemzeti Szocialista Párt vezetőit és a párttagokat tettlegesen ököllel bántalmazták, egyeseket – különösen Kémeri Nagy Imrét véresre vertek, a párthelység berendezésének egy részét összetörték. Az ablakokat betörték.
A támadást megtorlásnak szánták a főleg Kémeri Nagy és köre által elkövetett támadásokért, amelyek során baloldali beállítottságú és zsidó származású személyeket támadtak meg és bántalmaztak csoportosan. Kémeri és társai verték össze többek között Ignotus Pált, a Szép Szó szerkesztőjét is. A támadás során Kémeri boxerral ütötte a szerkesztőt. Egyes források szerint viszont a közvetlen, konkrét kiváltó ok a május 1-én lelőtt munkás halálának a megtorlása volt a veréssel.
A helyszínen még a nyilasok elfogtak, visszatartottak egy ifjúmunkást, aki azonban nem tett vallomást társairól. Viszont a  rendőrség már korábban Nagy István fedőnevű besúgójától (valódi neve Szántó Imre volt) előzetesen értesült a támadás tervéről és a résztvevőkről.
Újsághírek szerint lövések is eldördültek, de mivel a tárgyaláson nem szerepelt vádként lőfegyverrel való visszaélés sem, így azok ha voltak is, valószínűleg a rendőrök figyelmeztető lövései lehettek.

## Előzmények
Az eredetileg kormánypárti ifj. Balogh István debreceni helyhatósági képviselőt Festetics Sándor két évvel korábban, 1935-ben kérte fel csatlakozásra és képviselőjelöltnek az általa alapított és vezetett Magyar Nemzeti Szocialista Párthoz. Miután Balogh a párt parlamenti képviselője lett, rövidesen kibuktatta a vezetésből Festeticset, és híveivel csatlakozott Pálffy Fidél Egyesült Magyar Nemzeti Szocialista Pártjához. Azonban rövidesen Pálffy pártjával is szakított, és teljesen azonos néven alapított pártot. Ehhez csatlakozott 1937 nyarán Kémeri Nagy Imre mint ifjúsági vezető. Kémeri társaival számos provokációt hajtott végre, illetve verekedésben vett részt, amiért eljárások indultak ellene, illetve rövid börtönbüntetésre is ítélték.
A Tompa utcai verekedés körüli időszakban kezdte Balogh és Kémeri szorgalmazni a nemzetiszocialista pártok egyesülését, aminek eredményeként egy hónappal később, 1937. október 24.-n Szálasi vezetésével a Budai Vigadóban megalakult a Magyar Nemzeti Szocialista Párt (MNSZP).
Alig egy hónappal ezután viszont ki is zárták őket, mivel a debreceni Aranybika Szálló nagytermében 1500 fős hallgatóságuk a kezdeményezésükre I. Miklós néven királlyá kiáltották ki Horthyt. A kapcsolatos botrány véget vetett politikai karrierjüknek és végképp a perifériára szorultak.
Bár a rendőrségi besúgó egyes források szerint nem a politikai rendőrségnek, a szélsőjobboldali szimpátiájáról elhíresült és később a magyar Gestapo vezetőjeként ismertté vált Hain Péternek dolgozott, ennek ellenére valószínűsíthető, hogy a rendőrség értesítette a nyilasokat a tervezett akcióról.
A tüntetést, illetve támadást a Dob utcai szociáldemokrata ifjúsági központban tervelték ki. A nyilasokat az mentette meg a még súlyosabb veréstől, hogy a helyszínre érkezéstől a távozásig 15 perc állt a fiatalok rendelkezésre. Ez volt ugyanis a legkisebb idő, amely alatt a rohamrendőrök legkorábban a helyszínre érkezhettek és a környéket lezárhatták.
A tüntetés, kiabálás akkor kezdődött, amikor Kémeri Nagy Imre éppen befejezte a német nácipárt nürnbergi pártnapjáról tartott élménybeszámolóját, és ifj. Balogh István beszéde következett.

## A per
A december 13-n kezdődött tárgyaláson Ságvári Endre mint szervező és 27 szociáldemokrata fiatal, köztük Kardos György volt a vádlott. A nyilasok közül egyedül Kémeri Nagy Imre, aki egy fokossal betörte a Klein György nevű szociáldemokrata vádlott fejét.
A különféle megalapozatlan híresztelések (pl. két teherautóval érkezett, vagyis két teherautónyi „bőrsapkás”, azaz szocdem rendezőgárdista volt a támadó) oka az is lehet, hogy kellemetlenül érintette a nemzetiszocialista pártot az a hír, hogy egy fiatal zsidó értelmiségi által szervezett akció keretében mintegy 30 fiatal, még csak nem is katonaviselt munkás látta el a baját az egyébként meglehetősen félelemkeltő és agresszív alakulatnak.
Az ügyet Horváth Ferenc tanácsa tárgyalta. A vádat dr. Lee Tibor királyi ügyész képviselte.
A szociáldemokrata párt a legnevesebb ügyvédeit bízta meg a védelemmel. Dr. Somogyi Ödön, dr. Györki Imre, dr. Kürti Nándor és dr. Ries István ügyvédek védték a szociáldemokrata vádlottakat.
Egyes források szerint hivatalosan Mózes László volt a per fővádlottja.
A vádlottak Mózes László szabósegéd, Ságvári Endre tisztviselő, Zimmermann Imre gyári munkás, Friedmann Tibor kereskedősegéd, Klein György gyári munkás, Mandel Ede asztalossegéd, Lay Béla és Sugár György magántisztviselők, Schwartz Lipót kesztyűszabász, Rosenfeld Dezső magántisztviselő, Goldstein Mór szabósegéd, Széll Vilmos szobafestősegéd, Weisz Zoltán okleveles tanító, kirakatrendező-segéd, Dóra Ferenc gyári munkás, Burg Sándor bádogos, Szakasits György tisztviselő, Schmidt Béla szabótanonc, Várkonyi Sándor üvegessegéd, Guttmann Jenő nyomdászsegéd, Lefkovics László kereskedősegéd, Stern József szűcssegéd, Asbot János asztalossegéd és Asbot Jánosné takarítónő voltak. A négy fiatalkorú vádlott közül csak Németh Andor neve ismert utólag. (Lehetséges, hogy ezek közé tartozott Kardos György, aki ekkor még csak 18 éves volt.)
A vád mai szóhasználattal garázdaság, Kémeri ellen súlyos testi sértés volt.
A vádirat szerint a nyilas gyűlésen 60 fő vett részt, az épület előtti tömeg pedig körülbelül négyszáz fős volt, de csak a vádlottak vettek részt a verekedésben, mert a tömeg akkorra – egyes beszámolók szerint a lövések hatására – szétoszlott. Peyer Károly interpellációja szerint viszont 120 fiatal lányt és férfit tartóztattak le és tartottak fogva törvénytelenül négy napon keresztül. Őket Vértes György előadásán tartóztatták le este a Dob utca 90. alatti szociáldemokrata ifjúsági házban. Bár lányok is nagy számban vettek részt a tüntetésen, a szerepük elsősorban az volt, hogy a helyszínre gyülekezők ne keltsék fel előzetesen a rendőrség figyelmét. Később kiderült, hogy a többi kerületi ifjúsági szervezet a megbeszéltnél jóval több fiatalt küldött az akcióra.
A vádlottak pisztollyal, botokkal voltak felfegyverezve, de ennek ellentmondani látszik az egyszerű, nem minősített garázdaság vádja.
Ítéletet közvetlenül karácsony előtt, 1937. december 24-én hozott a bíróság. Ságvárit és három társát 8–8 hónapra ítélték, hat vádlottat – közöttük Kémerit – felmentettek,  a többi vádlott 2–3 hónap fogházbüntetést kapott.
Egy fiatalkorú vádlottat 5 hónap fiatalok fogházában letöltendő szabadságvesztésre ítéltek. A másik három fiatalkorú elítélt büntetését egy év próbaidőre felfüggesztették.
Kémerit garázda előéletét, sorozatosan elkövetett bűntetteit és állandóan magánál tartott fokosát nem firtatva jogos önvédelemre való hivatkozással mentették fel. Nem vették figyelembe azt tényt sem, hogy Kémeri és társai az ellenük tüntetőkre támadtak, csak éppen váratlanul érte őket a verekedésre előre felkészült vádlottak támadása. Pedig a védtelenség látszatát keltve váratlan ellenállást kifejtő taktikát már korábban megtapasztalták.

## Érdekességek
- A Tompa utcai verekedés szerepel az annak idején nagy népszerűségnek örvendő Egy óra múlva itt vagyok… című 1971-es tévéfilmsorozat 1., Egyenruha kötelező című részében. A 2. A feketefuvar című részben a Népszava újságírója a sajtótájékoztatón megkérdezi: „Balogh kormánypárti képviselő mit keresett a Tompa utcai nyilasgyűlésen?” Eszerint a filmbeli újságíró vagy az alkotók nem voltak tisztában azzal, hogy ifj. Balogh István 1935 óta már nemzetiszocialista (nyilas) politikusként politizált és lett parlamenti képviselő.
- A korabeli újságok szerint a tárgyaláson a vádlottak visszavonták a rendőrségen tett beismerő vallomásukat arra hivatkozva, hogy veréssel kényszerítették őket az aláírásra.
- Karsai László (70. oldal) a 8 órai Újság 1937. szeptember 18-i számára hivatkozva: „A Tompa utcában (IX. ker.) a nyilas plakátragasztók járókelőkkel csaptak össze, a nagy utcai verekedéssé fajuló összecsapásnak a rendőrség vetett véget.”
- A verekedés nyilván nem szándékosan egy időben zajlott Vaszary János rendező Édes a bosszú című filmjének fővárosi bemutatójával.